# و

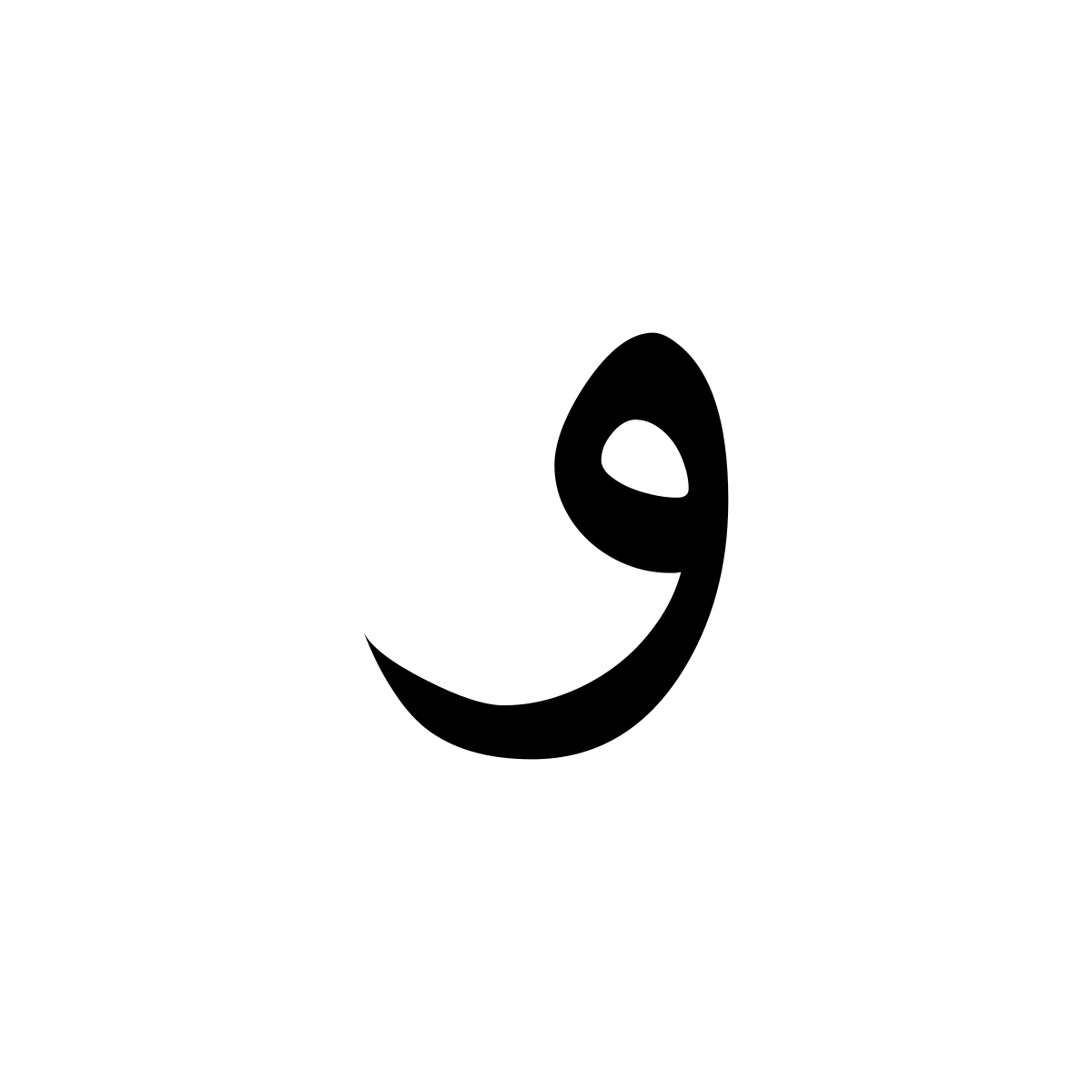
حرف و

و (تلفظ: واو) حرف سی‌ام در الفبای فارسی، حرف بیست‌وششم در الفبای عربی و ششمین حرف از حروف الفبای عبری (ו) است. نام این حرف «واو» است.
این حرف از حروف ربط نیز است. در کتاب فرهنگ واژه‌های اوستا این حرف یعنی و جزو واژه‌های اوستای است. [۴]

## انواع کاربرد واو
در خط و زبان فارسی حرف «و» نمایندهٔ چند واج به‌شمار می‌رود:
1. در آخر کلماتی مانند ناو، گاو، سرو
2. در آخر کلماتی که به ـُ ختم می‌شوند مانند: دو، تو، نو، ایزو (این کلمه به ـُ استثنا معروف است[۱][۲])
3. حرف واو مانند: وضو، واکس، گاو، باور، سوار
4. نمایندهٔ واج «ـُ و» مانند: نور، دور، صورت، پرستو
5. نوعی دیگر از حرف واو وجود دارد که نشان دهندهٔ واج «اَوْ» می‌باشد. این واج که در کلمات عربی وجود دارد امروزه در ایران به صورت ـُ کشیده خوانده می‌شود مثل: «توحید، اولیاء، فردوس، قول، کوکب، موج» که در عربی به صورت «تَوْحید، اَوْلیاء، فردَوْس، قَوْل، کَوْکب، مَوْج» گفته می‌شود.
6. واو معدوله مانند: خواب، خواجه، خود، خوالیگر (آشپز)[۳]
7. واو تفریق: برای تشخیص و تفریق تلفظ در نوشته‌ها می‌آید؛ مثل «عمرو» که «عَمر» خوانده می‌شود (و افزودن واو به انتهایش کمک می‌کند که با «عُمَر» اشتباه نشود).

همچنین واو به عنوان یک واژهٔ مستقل یا یک وند نیز به کار می‌رود:
1. واو عطف: بین دو واژه که نقش یکسان دارند می‌آید، نظیر «حسن و حسین پسران علی هستند.»
2. واو ربط: دو جمله را به هم مرتبط می‌کند نظیر «حسن به خانه آمد و علی را دید.»
3. واو معیت: به معنی «همراه با» است و اغلب در شعر مشاهده می‌شود، نظیر «گفتم من و طالع نگونسارم»
4. تضاد|واو مقابله: برای اشاره به تضاد دو موضوع به کار می‌رود، نظیر «عمر برف است و آفتاب تموز»
5. واو استبعاد (دور بودن): برای برجسته کردن چیزی و اشاره به این که بعید است اتفاق بیفتد استفاده می‌شود، نظیر «حسن و بدقولی؟» (که یعنی حسن هرگز بدقولی نمی‌کند)
6. واو میان‌وند: در تک‌واژهای ترکیبی به کار می‌رود، نظیر «آموزش و پرورش»
7. واو وند اشتقاقی: به کثرت (زیاد بودن) اشاره دارد، نظیر «شکمو» (کسی که بسیار شکم‌چران است) یا «نق‌نقو» (کسی که زیاد نق نق می‌کند)
8. واو ضمیر: فرم کوتاه شده‌ای از ضمیر «او» است، مثلاً «همو گفت» که کوتاه شدهٔ «هم او گفت» است.